# Dominicanerwida
De dominicanerwida (Vidua macroura) is, vooral in de broedtijd, een opvallende vogel met een zeer lange staart, uit de familie van de Viduidae. De vogel komt voor in Sub-Saharisch Afrika en wordt ook gehouden in volières. In het Caraïbische gebied zijn verwilderde populaties van ontsnapte vogels.

## Kenmerken
De vogel is buiten de broedtijd 11 tot 12 cm lang. Het mannetje heeft in de broedtijd een lange staart en is dan 30 tot 32 cm lang. De vogel weegt 12,2 tot 18,8 g. Het is een kleine op een vink lijkende vogel. Het mannetje is in de broedtijd opvallend wit en zwart. De kop onder het oog, de hals, borst en buik zijn wit en de kopkap boven en rond het oog is zwart, evenals de rug en de staart. De vleugels zijn zwart met een duidelijke witte vleugelstreep. Buiten de broedtijd lijken mannetje en vrouwtje sterk op elkaar. De snavel is altijd rood. De vogels zijn dan van boven afwisselend bruin, grijs en zwart gestreept, over de kop loopt een donkere kruinstreep, met daaronder een crèmekleurige wenkbrauwstreep en een zwarte oogstreep en ook donkere mondstreep rondom een lichte oorstreek. De borst is lichtbruin tot crèmekleurig met streepjes op de flanken. Bij het mannetje is buiten de broedtijd de koptekening meer uitgesproken.

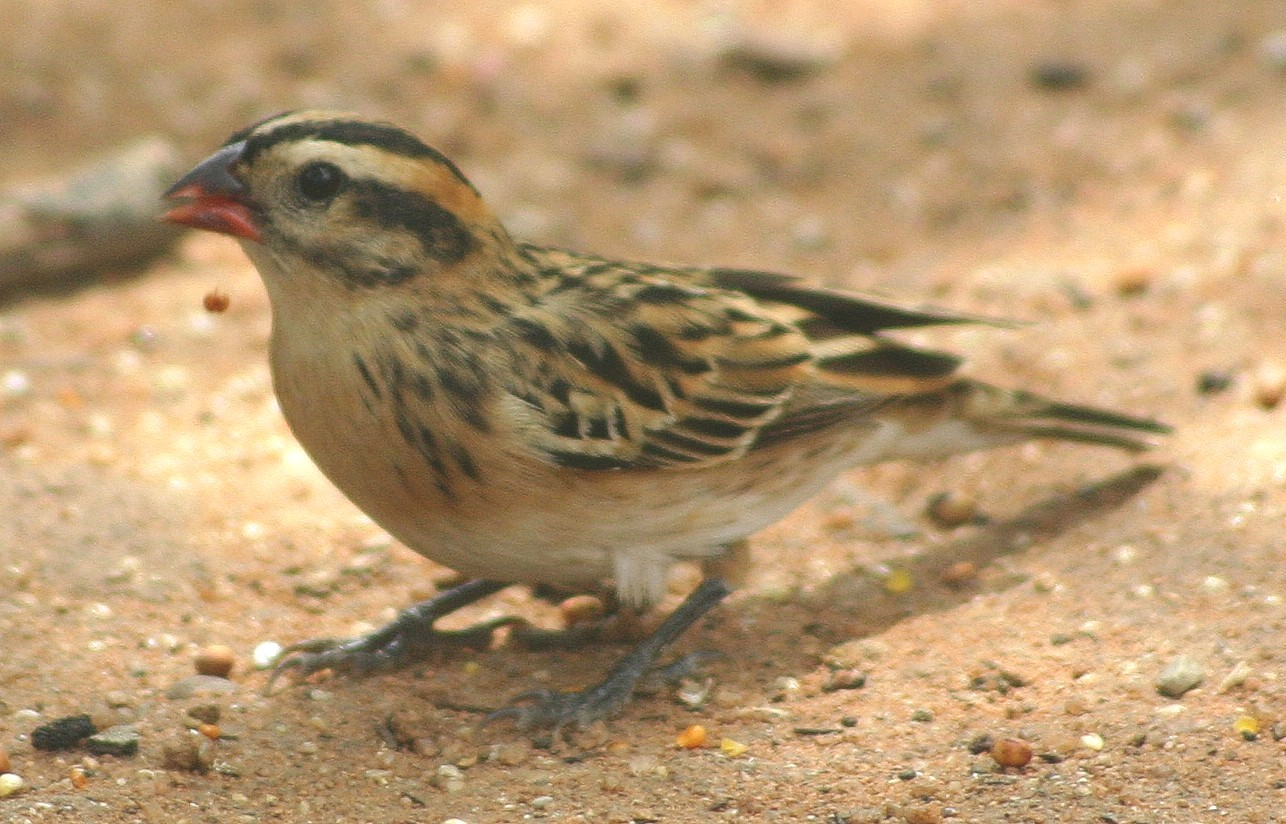
Vrouwtje
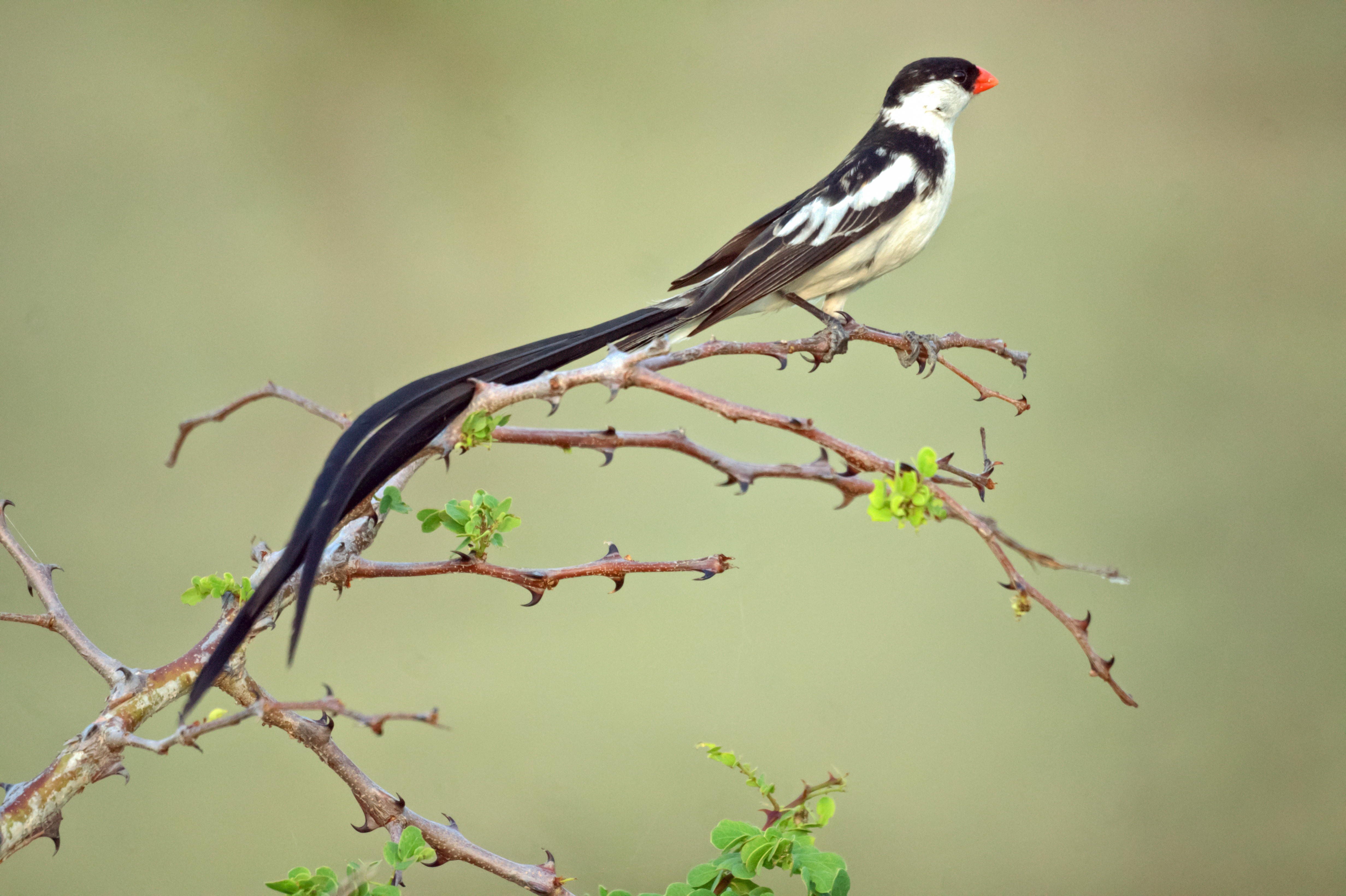
Mannetje in broedkleed

## Verspreiding

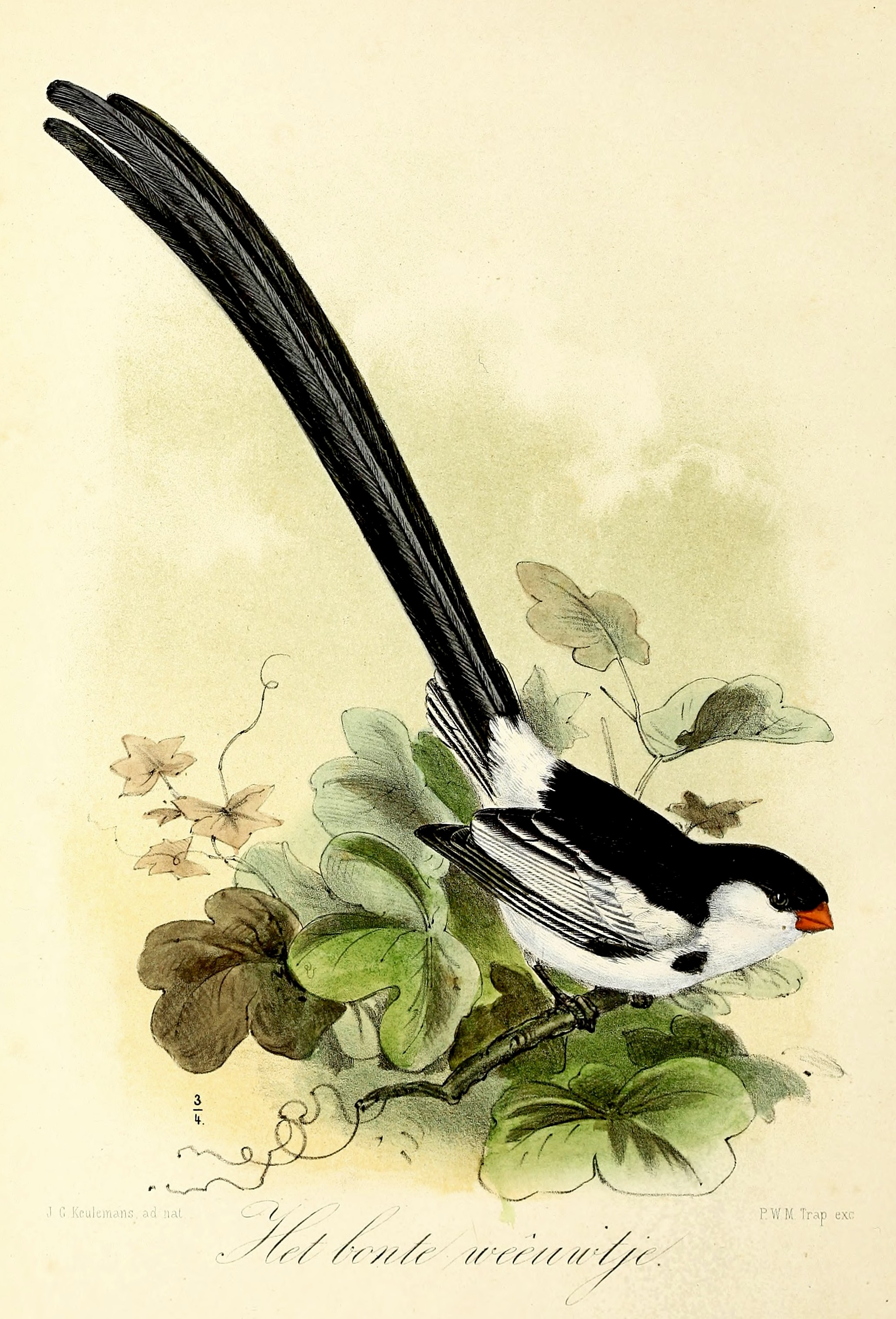
Keulemans 1869

De vogel komt voor in grote delen van Afrika ten zuiden van de Sahara, van het zuiden van Mauritanië tot in Liberia en oostelijk tot in Mali  en Zuid-Niger, verder in Nigeria en Kameroen, Tsjaad, de Centraal Afrikaanse Republiek, Soedan, Ethiopië en Eritrea, Kenia, Somalië, Tanzania en verder zuidelijk tot in Namibië, Botswana en Zuid-Afrika. Verwilderde populaties komen voor in onder meer Puerto Rico.
Het leefgebied bestaat uit een groot aantal landschapstypen: graslanden met struikgewas, half open bosgebied, in agrarisch land bij voorkeur rond verlaten maisakkers en rond dorpen verder in bosranden en in bos langs rivieren. Meestal verblijft de vogel in laagland,maar In Oost-Afrika ook in bergland en hoogvlakten tussen 2300 en 3000 m boven de zeespiegel.

## Status
De grootte van de wereldpopulatie is niet gekwantificeerd. De vogel is niet opvallend talrijk of algemeen, maar komt wijd verspreid voor. Men veronderstelt dat de soort in aantal stabiel is. Om deze redenen staat de dominicanerwida als niet bedreigd op de Rode Lijst van de IUCN.

## Verzorging als volièrevogel
Deze vogel is geschikt voor in de buitenvolière, mits deze vorstvrij gehouden kan worden. Het menu bestaat uit gierst, geel milletzaad, kanariezaad, gekiemd zaad en groenvoer. Daarnaast eet de Dominicanerwida ook mieren en spinnen. Water, grit en maagkiezel moeten vanzelfsprekend altijd voorhanden zijn.
Deze soort is onverdraagzaam tegenover andere kleine vogels.